# 한밤중 펀치
《한밤중 펀치》(일본어: 真夜中ぱんチ 마요나카 판치[*])는 P.A.WORKS에서 제작한 일본의 오리지널 텔레비전 애니메이션이다. 2024년 7월부터 9월까지 TOKYO MX, AT-X 등에서 방송되었다. 약칭은 '마요판'(マヨぱん).
우스이 토모미가 그림을 그린 만화는 2024년 3월부터 2025년 2월까지 KADOKAWA의 《영 에이스》에서 연재되었고, 히비 츠즈로가 글을 쓰고 코토부키 츠카사가 그림을 그린 라이트 노벨은 2024년 7월에 후지미 쇼보에서 출판되었다.

## 줄거리
동영상 투고 사이트 'NewTube'에서 활동하는 3인조 NewTuber '하리키리 시스터즈'의 멤버인 '마사키치' 마사키는, 생방송중에 다른 멤버를 때려 버려, 이 행동이 논란이 일어났기 때문에 채널을 탈퇴당하게 된다. 재기를 목표로 하는 마사키 밑에 나타난 뱀파이어 리부는 '채널 구독자 수 100만 명을 달성하면 마사키의 피를 빨아먹는 것을 조건으로 마사키의 동영상 촬영에 협력할 것을 약속한다. 마사키 일행은 새로운 채널 '한밤중 펀치'를 시작해 리부의 동료와 함께 구독자 수 100만 명을 목표로 동영상 촬영을 시작한다.

## 등장인물

### 한밤중 펀치
마사키(真咲)
성우 - 하세가와 이쿠미
본작의 주인공. 하리키리 시스터즈에서는 마사키치의 이름으로 활동하고 있었다. 한밤중 펀치에서는 프로듀스, 기획, 촬영, 편집을 담당한다.
리부(りぶ)
성우 - 파이루즈 아이
한밤중 판치의 리더. 어떤 이유로 20년동안 잠에 잠긴 뱀파이어. 운명을 느낀 마사키의 피를 빨아먹기 위해 동영상 촬영에 협력한다.
이치코(苺子)
성우 - 이토 유이나
한밤중 판치의 멤버. 아이 같은 성격. 리부가 사는 집을 관리하는 뱀파이어.
후우(譜風)
성우 - 요미야 히나
한밤중 판치의 멤버. 겸손하고 부끄러워하는 성격이지만, 누구보다 상식인인 뱀파이어. 음악을 좋아한다.
토카게(十景)
성우 - 우에다 히토미
한밤중 판치의 멤버. 돈과 도박과 술을 좋아하는 뱀파이어.
유키(ゆき)
성우 - 카야노 아이
마더의 측근으로 뱀파이어들을 감시하고 있다. 마더에 반하는 자에게는 용서 없는 쿨 뷰티. 본명은 시게유키지만, 그 본명을 싫어한다. 대칭적인 성격인 리부는 긴 교제를 가졌다.

### NewTuber
킷카(橘花)
성우 - 안자이 치카
하리키리 시스터즈 Z의 멤버.
오토미(乙美)
성우 - 콘도 레이나
하리키리 시스터즈 Z의 멤버. 마사키에게 폭행을 당했다.
이기토(異議人)
성우 - 스기타 토모카즈
탄부라(端ぶらー)
성우 - 오카모토 노부히코

### 그 외의 등장인물
마더(マザー)
성우 - 이노우에 키쿠코
뱀파이어 세계의 리더.
아야(綾)
성우 - 우치다 슈
50년 전 양아치지만 음악의 길을 목표로 하고 있다.
사쿠라(さくら)
성우 - 이와미 마나카
마사키의 여동생.

## 스태프
- 원작 - 동영상 투고 소녀
- 감독 - 혼마 오사무
- 시리즈 구성 - 시라사카 히데아키
- 캐릭터 원안 - 코토부키 츠카사
- 캐릭터 디자인 - 아리마 료타
- 서브 캐릭터 디자인 - 고다 마사미
- 의상 디자인 - 이가와 레이나
- 메인 애니메이터 - 나베타 카요코
- 미술 설정 - 후지이 유타
- 미술 감독 - 마에다 유키
- 색채 설계 - 에구치 아사미
- 2D 웍스 - 요시가키 마코토
- 3D 감독 - 오가와 코헤이
- 촬영 감독 - 코다마 준야
- 편집 - 타카하시 아유무
- 음향 감독 - 이이다 사토키
- 음향 효과 - 코야마 야스마사
- 음향 제작 - dugout
- 음악 - tape, 라쿠
- 음악 제작 - 하트 컴퍼니
- 프로듀서 - 카사하라 슈조, 츠지 미츠히토, 마츠다 타이요, 소토카와 아키히로, 이이즈카 아야
- 애니메이션 프로듀서 - 하시모토 마사히데
- 애니메이션 제작 - P.A.WORKS
- 제작 - 한밤중 펀치 제작위원회

## 주제가
기미기미(ギミギミ)
리부(파이루즈 아이), 이치코(이토 유이나), 후우(요미야 히나), 토카게(우에다 히토미), 유키(카야노 아이)에 의한 오프닝 테마. 작사 - 마츠이 요헤이/작곡·편곡 - 칸다 존/피아노 연주 - 하라미짱
편집점(編集点)
마사키(하세가와 이쿠미)에 의한 엔딩 테마. 작사 - 마츠이 요헤이/작곡·편곡 - 하라미짱, 라쿠/피아노 연주 - 하라미짱
너에게(君へ)
후우(요미야 히나)에 의한 제4화 엔딩 테마. 작사·작곡 - 미야모토 유라이/편곡 - 히가시야마 료타
나이트 다이버(ナイトダイバー)
리부(파이루즈 아이), 이치코(이토 유이나), 후우(요미야 히나), 토카게(우에다 히토미)에 의한 제8화 엔딩 테마. 작사·작곡·편곡 - 라쿠
Don't Think
슈라(야마무라 히비쿠)에 의한 제8화 삽입곡. 작사·작곡·편곡 - XELIK

## 에피소드 목록
| 화수   | 제목                                    | 각본                | 그림 콘티         | 연출              | 작화 감독 | 총작화 감독             | 방송일         |
| ------ | --------------------------------------- | ------------------- | ----------------- | ----------------- | --- | ----------------------- | -------------- |
| 제1화  | 炎上娘とお寝坊ヴァンパイア              | 시라사카 히데아키   | 혼마 오사무       | 혼마 오사무       | 사토 사나에 | 아리마 료타             | 2024년 7월 8일 |
| 제2화  | チャンネル開設! 真夜中なのにおっはよー! | 시라사카 히데아키   | 혼마 오사무       | 사사키 타츠야     | 이노우에 유스케 Mahmoud Moftah 나카지마 다이치 | 아리마 료타             | 7월 15일       |
| 제3화  | 新メンバー加入で DEAD or ALIVE          | 모치즈키 세이이치로 | 혼마 오사무       | 오오타 토모아키   | 이노우에 유스케 야나세 조지 카츠타니 나미 히가키 아키코 | 아리마 료타             | 7월 22일       |
| 제4화  | 次の企画の主役はWho?                    | 스즈모리 유미       | 데아이 코토미     | 코바야시 아야     | 카츠타니 나미 시모데 마이 사이토 요시코 미야자키 료 나카지마 다이치 Mahmoud Moftah 와카야마 마사시                                                                                    | 사토 사나에             | 7월 29일       |
| 제5화  | 血死! 無人島サバイバル                  | 모치즈키 세이이치로 | 사카타 준이치     | 하기와라 유리     | 타나카 미라이 사토 사나에 나루세 란 카시와기 아야카 Mahmoud Moftah 나카지마 다이치 후쿠나가 나기사 이와나가 료타 마츠모토 사리 시마다 히데아키 이마이시 쿠사카 타케시 미야모토 타케시 | 고다 마사미             | 8월 5일        |
| 제6화  | 苺子の願い                              | 스즈모리 유미       | 테라히가시 카츠미 | 코바야시 아야     | 이노우에 유스케 야나세 조지 카츠타니 나미 와카야마 마사시 아리마 료타 이재한 서선영 홍다영 김유선                                                                                     | 사토 사나에             | 8월 12일       |
| 제7화  | 推しは尊し押せよ登録                    | 시라사카 히데아키   | 후루타 조지       | 사도하라 타케유키 | 이가라시 슌스케 카네코 히데타카 카츠타니 나미 와카야마 마사시 나카지마 다이치 사토 사나에 FORCUS K-PRODUCTION                                                                         | 사토 사나에             | 8월 19일       |
| 제8화  | 参戦! TSUMA FES・極                     | 모치즈키 세이이치로 | 츠다 나오카츠     | 오오타 토모아키   | 이노우에 유스케 코지마 아스카 와카야마 마사시 Mahmoud Moftah 노무라 미키 나카지마 다이치 이재한 서선영 윤정혜 고예자 홍다영 박애리                                                    | 고다 마사미             | 8월 26일       |
| 제9화  | お帰り。 ここが今からあんたの実家だ!    | 스즈모리 유미       | 아사이 요시유키   | 미야타 마사노리   | 타나카 미라이 아리마 료타 카츠타니 나미 베니야 노조미 오오츠 리카 카시와기 아야카 이재한 서선영 홍다영 김유선                                                                         | 사토 사나에             | 9월 2일        |
| 제10화 | 暴走×因縁の対決!                        | 스즈모리 유미       | 이와하타 고이치   | 츠치다 슌         | 키요사와 유이토 오오우라 아즈사 후리하타 히데요시 쿠로에 레이 Yue Madline Amphibi shinamon FacuEscobedo Lostudio 글렌                                                                 | 고다 마사미 사토 사나에 | 9월 9일        |
| 제11화 | 【ご報告】失踪しました                  | 시라사카 히데아키   | 테라히가시 카츠미 | 소가 메구미       | 타나카 미라이 이노우에 유스케 후지타니 마미 베니야 노조미 와카야마 마사시 이나구마 잇코 아리마 료타 이재한 Yue Madline                                                                | 사토 사나에             | 9월 16일       |
| 제12화 | The Last Live Stream                    | 시라사카 히데아키   | 혼마 오사무       | 혼마 오사무       | 이노우에 유스케 | 사토 사나에             | 9월 23일       |

## 미디어 믹스

### 만화
우스이 토모미에 의한 애니메이션의 코미컬라이즈가 《영 에이스》(KADOKAWA)에서 2024년 4월호부터 2025년 3월호까지 연재되었다.

### 소설
히비 츠즈로에 의한 애니메이션의 노벨라이즈 《한밤중 펀치 이유 있는 동영상 투고자는 뱀파이어!?》가 후지미 판타지아 문고(KADOKAWA)에서 간행되고 있다. 일러스트는 코토부키 츠카사가 담당했다.